# Gesellschaft für Filmstudien

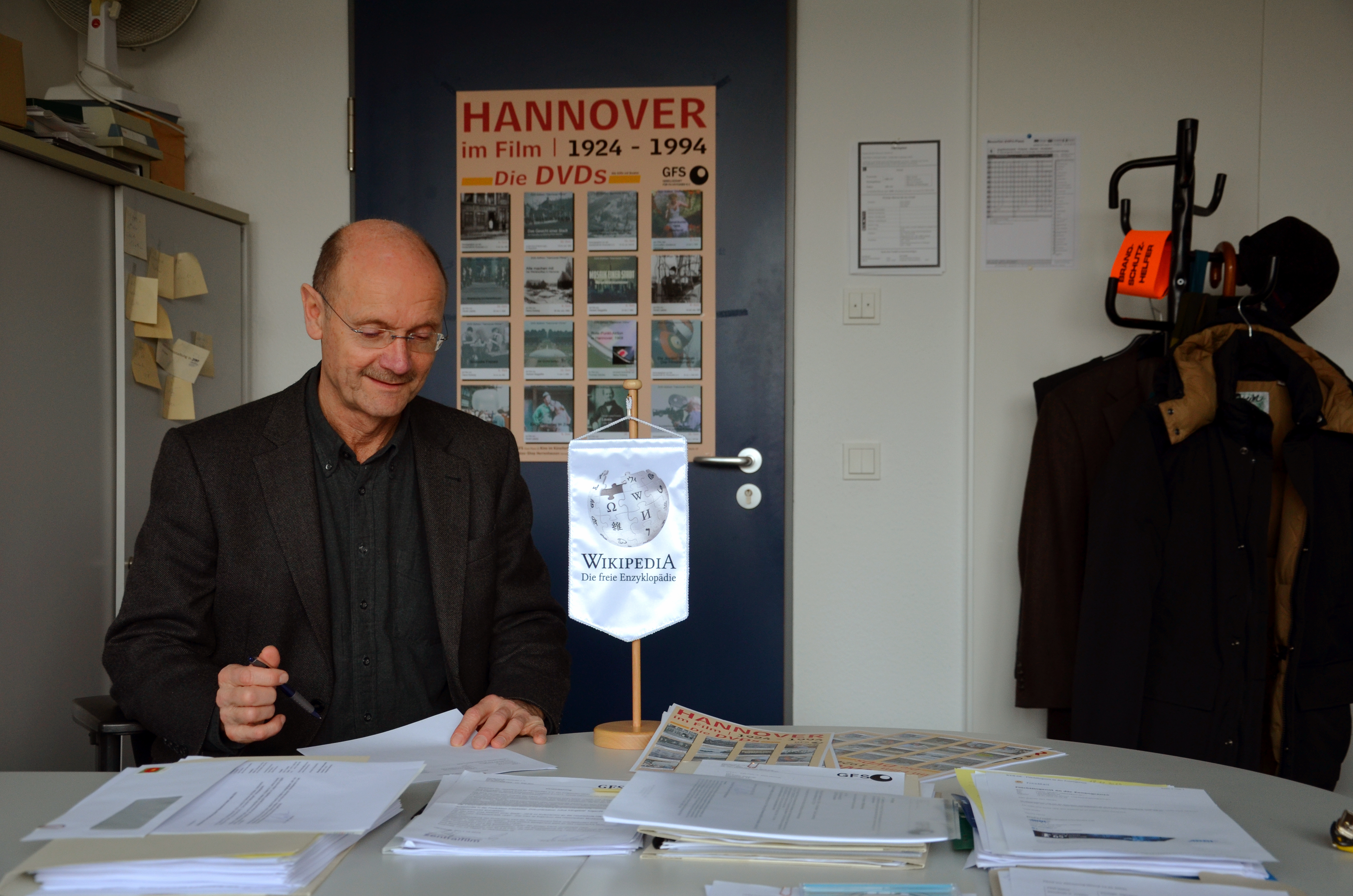
Peter Stettner, Leiter der Gesellschaft für Filmstudien

Die Gesellschaft für Filmstudien (GFS) in Hannover wurde ursprünglich als Verein zur Förderung filmwissenschaftlicher Aktivitäten in Niedersachsen gegründet. Die Einrichtung engagiert sich in der wissenschaftlichen Erforschung als auch in der Präsentation filmhistorischer Themen.

## Geschichte
Die 1989 als eingetragener Verein gegründete Organisation organisierte verschiedene Ausstellungen, beispielsweise die 1991 gezeigten Lichtspielträume. Kino in Hannover 1898–1991 im Theater am Aegi oder Wir Wunderkinder. 100 Jahre Filmproduktion in Niedersachsen, die 1996 gezeigt wurde.
Seit dem Jahr 2004 legt die GFS zudem einen Schwerpunkt auf die Sicherung, Nutzbarmachung und Präsentation von historischen 16-mm-Filmen, insbesondere über die niedersächsische Landeshauptstadt.

## Publikationen (Auswahl)
- Film und Geschichte. Niedersachsen. Hrsg. von Detlef Endeward u. a. für die Landesmedienstelle Niedersachsen und die Gesellschaft für Filmstudien e.V., Hannover: Landesmedienstelle: Hannover: Gesellschaft für Filmstudien
  - Deutsche Spielfilme der Nachkriegsjahre. 1946–1950 (= Film und Geschichte, Teil 1), 30 cm
  - Sibylle Glufke (Mitarb.): Die Mörder sind unter uns. Analyse – Arbeitshinweise – Materialien (= Film und Geschichte, Heft 2), 1. Auflage, 70 z. T. illustrierte Seiten, Hannover: Landesmedienstelle, 1995
- Rolf Aurich et al. (Red.): Lichtspielträume. Kino in Hannover 1896–1991. Katalog zur gleichnamigen Ausstellung im Theater am Aegi vom 6. Oktober bis zum 24. November 1991, Hrsg.: Gesellschaft für Filmstudien, Hannover: Gesellschaft für Filmstudien, 1991
- Findbuch zum Nachlass der Filmaufbau GmbH Göttingen, Hrsg. von der Gesellschaft für Filmstudien und dem Historischen Seminar der Universität Hannover, Hannover: Gesellschaft für Filmstudien, 1993